# Declaració ambiental de producte
Una declaració ambiental de producte o DAP (de l'anglès, Environmental Product Declaration, EPD), és un document o informe normalitzat que proporciona informació quantificada i verificable sobre l'acompliment ambiental d'un producte, un material o un servei. Aquestes eines s'utilitzen per valorar els impactes mediambientals al llarg del cicle de vida de productes de conformitat amb la Norma Internacional UNE-EN ISO 14025.
Les DAP són aplicables a tots els sectors, des del automobilístic fins a l'electrònica, i ofereix una manera científica i neutral de valorar un producte des d'una perspectiva ambiental en termes de:
- Dades de l'ACV en forma de categories d'impacte, com ara potencial d'escalfament global o esgotament de recursos.
- Una altra informació del cicle de vida, com ara els consums energètics de recursos fòssils o renovables en cada etapa.
- Informació sobre emissions contaminants en la fabricació o contingut de substàncies perilloses.

- Una altra informació addicional, com ara prestacions del producte relacionades amb aspectes ambientals (per exemple aïllament tèrmic), sistemes de gestió ambiental o de l'ecodisseny en l'organització, manera de gestionar la fi de vida útil del producte, etc.

## Declaracions ambientals
Les declaracions ambientals proporcionen paràmetres estandarditzats indicats en la norma internacional de referència, ISO 14025. Aquesta informació està composta per paràmetres basats en categories d'impacte, obtingudes d'un anàlisi del cicle de vida (ACV), una altra informació derivada de l'ACV i l'inventari, i informació ambiental addicional.
L'anàlisi de cicle de vida (ACV) ha de ser conforme amb les normes internacionals UNE-EN ISO 14040 i UNE-EN ISO 14044, així com amb les regles de categoria de producte (RCP) particulars que apliquin a la família de productes pertinent. Cal comptar amb unes RCP per poder desenvolupar una DAP. En el cas de productes i serveis de construcció, la Norma UNE-EN 15804 estableix unes RCP bàsiques.
Contingut de la Declaració ambiental:
La DAP ha d'incloure, almenys, la informació següent [ISO 14025, 7.2]:
- identificació de l'organització que elabora la DAP
- descripció i identificació del producte
- identificació del Programa en què s'han verificat les DAP
- codi de registre en el Programa, data de publicació i període de validesa
- identificació de les RCP
- identificació de les etapes de l'ACV cobertes
- les dades de l'ACV, ICV o mòduls d'informació
- dades de l'anàlisi d'inventari del cicle de vida (ICV) d'acord amb les RCP
- consum de recursos, incloent energia, aigua i recursos renovables
- emissions a l'aire i abocaments a l'aigua i al sòl
- resultats dels indicadors de l'anàlisi de l'impacte del cicle de vida (AICV)
- altres dades com ara les quantitats i els tipus de residus (deixalles) produïts (residus perillosos i no perillosos)

Les RCP corresponents poden incloure requisits addicionals.

### Verificació de les Declaración Ambientals
Les DAP es verifiquen en el marc d'Administradors de Programa, és a dir, un organisme que gestiona un programa de declaracions ambientals tipus III. L'Administrador ha de complir una sèrie de requisits d'acord amb la Norma ISO 14025, entre d'altres:
- L'Administrador de Programa ha de tenir unes Instruccions Generals (General Instructions) publicades [ISO 14025, 6.4], que incloguin els procediments de verificació, les competències dels verificadors, els procediments d'elaboració de les RCP, etc.
- L'Administrador de Programa té altres responsabilitats [ISO 14025, 6.3], com assegurar la participació de les parts interessades, la transparència, etc.

Els verificadors depenen de l'Administrador del programa i han de tenir competències en verificació ambiental, el producte i el sector concrets, així com en les normes i reglamentació aplicables [ISO 14025, 8].
Les verificació de DAP utilitzades en la comunicació del negoci al consumidor (B2C), ha de ser duta a terme per una tercera part independent [ISO 14025, 9.4].

## Familia de normes internacionals d'etiquetes i declaracions ambientals
Les DAP formen part de la família d'etiqueta ecològica i declaracions ambientals per a productes i serveis definides en la sèrie de normes internacionals ISO 14020, que es classifiquen de la manera:
- Ecoetiquetes - Etiquetatge tipus I (ISO 14024): Programa de verificació de tercera part que autoritza l'ús d'una etiqueta voluntària basada en diversos criteris ambientals, amb un enfocament de cicle de vida, diferenciant productes preferibles des d'una perspectiva mediambiental (preferència ambiental). S'atorguen per organitzacions privades o agències com a garantia de les bones qualitats ambientals d'un producte, sent senzilles d'interpretar tot i que la metodologia amb què s'ha atorgat no és explícita. Tenim diversos exemples com l'Ecoetiqueta Europea (EU Ecolabel), el Distintiu garantia de qualitat ambiental[1]de la Generalitat de Catalunya, la Marca AENOR Medi Ambient o l'etiqueta Energy Star.

- Autodeclaracions - Etiquetatge tipus II (ISO 14021): Es tracta d'afirmacions (claims) ambientals que realitza el propi fabricant sobre alguns aspectes del seu producte, encara que poden estar verificades per tercera part. Un exemple són les icones que identifiquen una ampolla com reciclable i que se solen representar mitjançant un símbol.

- Declaracions ambientals - Etiquetatge tipus III (ISO 14025): Manifestació que inclou dades quantitatives basats en el cicle de vida del producte juntament amb informació addicional pertinent des d'un punt de vista ambiental (per exemple sobre el contingut en substàncies perilloses), presentats d'una manera estadarizada. Per a la seva elaboració són necessàries unes Regles de Categoria de Producte (RCP) per a cada família de productes concreta; en el cas de productes i serveis de construcció les RCP bàsiques es defineixen en la Norma UNE-EN 15804. Les Declaracions ambientals solen estar verificades en un Administrador de Programa. En el cas de la comunicació Negoci a Consumidor (B2C) la verificació és obligatòria.

Aquestes normes busquen garantir la fiabilitat de les afirmacions ambientals que realitzen les organitzacions, a partir de metodologies amb base científica seus resultats puguin ser verificats per una tercera part. Empren un enfocament de cicle de vida, sent només necessari realitzar un ACV complet per a les declaracions ambientals tipus III.

## Les Declaracions Ambientals en el sector de la construcció
Els fabricants de materials i productes de la construcció estan treballant activament en declaracions ambientals a causa en part al seu esment en el Reglament Europeu de Productes de Construcció o en esquemes de certificació d'edificis com LEED, BREEAM o VERDE.
El Comitè Europeu de Normalització ha publicat la Norma UNE EN 15804. Aquesta norma estableix les RCP bàsiques i comunes per a productes i serveis de construcció. S'han desenvolupat així mateix una sèrie de normes per a l'avaluació ambiental a nivell d'edifici, compatibles amb les DAP, al Comitè Europeu de Normalització en Construcció Sostenible, CEN/TC 350.
El Col·legi d'Aparelladors, Arquitectes Tècnics i Enginyers d'Edificació de Barcelona (CAATEEB) és l'Administrador del Programa DAPconstrucción® Aquest programa va ser pioner a l'Estat espanyol i administra Declaracions Ambientals de productes de la construcció amb la marca DAPcons®. Disposa d'unes Instruccions Generals (General Instructions) conformes amb la Norma UNE ISO 14025 i amb requisits específics per al sector de construcció amb base a la Norma UNE EN 15804. Des de l'any 2010 ha emès RCPS i DAPs en els sectors de l'aïllament tèrmic, pedra i àrids, revestiments ceràmics, materials de construcció genèrics, trobant-se actualment treballant en la incorporació de nous sectors.

## Les Declaracions Ambientals en Europa
Els Comitès Europeus de Normalització estan elaborant RCP en diversos sectors, principalment en construcció. Les DAP comencen a aparèixer citades en els Criteris de Compra Pública Verda i altres documents de la Comissió Europea.
Els principals Administradors de Programa Europeus han format l'Associació ECO Platform., per al DAP al sector de construcció. Aquesta Associació busca harmonitzar criteris per facilitar la lliure circulació de productes a Europa, evitant barreres tècniques basades en criteris ambientals. Totes les DAP reconegudes per aquesta Associació han de ser conformes amb la Norma Europea EN 15804 i portaran un doble logo: el de l'Administrador de Programa en què es realitza la verificació i el de ECO Platform.
ECO Platform empra un sistema d'auditories entre parells per aprovar Administradors de Programa de verificació de DAP, a partir del qual publica un llistat de Programes que poden emprar la Marca ECO Platform EPD A 15804 Verified.
En alguns països europeus estan apareixent requisits o reglamentacions basats en la informació continguda en les DAP, principalment per a avaluació d'edificis o de productes de construcció.
D'altra banda, la Comissió Europea ha inclòs dins la iniciativa de Mercat únic per als productes verdes6 una proposta per petjada ambiental de producte (Product Environmental Footprint, PEF). Aquesta metodologia busca establir una sèrie de regles per calcular i comunicar informació ambiental i estaria alineada amb els criteris de la Norma Internacional ISO 14025, marc per a les DAP. En aquest moment s'estan elaborant diversos projectes pilot; un resum de l'estat es va facilitar a la Mid-term conference on the Environmental Footprint pilot phase, 7 celebrada a Brussel·les al novembre de 2015.